# Adam Joseph de Sotelet
Adam Joseph baron de Sotelet (1690 - 1763) was een Luiks edelman, bankier en ondernemer.

## Douane
Tussen 1718 en 1724 was de Sotelet admodiateur-generaal van de douane in de Zuidelijke Nederlanden. Dit kwam erop neer dat de inning van de douanerechten werden verpacht voor een bepaalde periode aan een privaat persoon. In 1732 volgde een nieuwe benoeming als hoofd van de douane maar een jaar later werd hij afgezet en de Raad van Financiën vroeg zijn aanhouding wegens corruptie. Hij vluchtte naar Wenen en kreeg gedaan dat zijn schulden werden kwijtgescholden. In 1735 werd hij zelfs opnieuw aangesteld als directeur van de douanerechten. In 1737 werden er opnieuw inbreuken van verduistering en fraude vastgesteld en werd hij definitief afgezet. Enkele jaren later, in 1741, werd hij ook effectief hiervoor veroordeeld door de Grote Raad in Mechelen.

## Oostendse Walviscompagnie
In 1726 stond de Sotelet samen met enkele lokale vishandelaars en reders aan de wieg van de Oostendse Walviscompagnie. Hij slaagde er snel in gelden te verzamelen bij beleggers en kocht tweedehands fluitschepen in Holland. De resultaten vielen echter tegen en in 1730 werd de compagnie opgedoekt.